# Парк Якобсруэ
«Якобсруэ» (нем. Jakobsruhe)  —  старейший парк в Советске, расположенный поблизости с историческим центром города и являющийся его достопримечательностью.

## История
Основан на пастбище, переходящем в лес, в 1823 году Садовым союзом Тильзита. 
Название («Покой Якоба») происходит от имени пастбищного сторожа Якоба. В 1891 и 1905 годах в парке происходили большие промышленные выставки.  В 1930 году в границах парка был построен стадион «Гинденбург», в 1935 году в парке построили «Тингплац» (сейчас «Зеленый театр»).
После Второй мировой войны многие редкие виды деревьев погибли, а сам парк постепенно пришел в запустение. В 2014 году парк обрел новую жизнь, были восстановлены старинные аллеи, вдоль них появились фонари и лавочки с урнами, был восстановлен памятник королеве Луизе.

## Достопримечательности
- Памятник королеве Луизе
- Входная арка
- Остатки памятника архитектору Хайденрайху
- Тингплац («Зелёный театр»)
- Памятник М.Глинке
- Дуб Людвига Яна

## Галерея
- Памятник Глинке
- Памятник королеве Луизе